# Rogério Abreu
Rogério Manuel Dias de Abreu (n. Freiria, Torres Vedras, 19 de Junho de 1967) é um escultor português.

## Biografia

### Infância e Adolescência
É filho de António Carlos Abreu e, de Maria Fernanda Dias, ambos agricultores.
De tenra idade já a sua veia criativa se mostrava, tal como a sua hiperactividade, características que o vão marcando ao longo deste percurso e que se manifestaram ainda antes da entrada no ensino primário.
Aos 9 anos, já dava os primeiros passos no contacto com o mundo da pintura a óleo, de uma forma espontânea e incompreensível para os que o rodeavam.
Seria, no entanto, no ensino preparatório que esta sua veia se tornaria mais evidente, sendo desta época os primeiros trabalhos de escultura conhecidos.
Por volta dos 13 anos, e com parcos meios, construiu a sua primeira roda de oleiro, iniciando o contacto com o barro tão abundante nos concelhos do Oeste. Não terão sido alheias a esta vibração criativa na área da cerâmica, as visitas com os pais à aldeia/atelier do grande mestre ceramista José Franco, em Mafra.
Também já nesta época era um apaixonado pelos livros e pelos museus, sendo um frequentador assíduo quer do Museu da cidade de Torres Vedras, quer da Biblioteca Municipal.
Participou também nos anos oitenta nas exposições colectivas de pintura, que ocasionalmente ocorreram na cidade, sendo esta a área artística a que então mais se entregava.

### Vida Profissional e Percurso Artístico
Terminado o secundário, tendo em conta os parcos recursos familiares e a fome da descoberta e do conhecimento, aventura-se pela emigração em terras Helvéticas (Genéve/Vevey), onde permaneceu cerca de 7 anos, mantendo sempre actividade artística, incluindo algumas experiências na pintura sobre porcelana, e chegando a frequentar um curso de desenho da École Assimil.
Ao mesmo tempo que avançava nesta aventura no exterior, deu início ao desenho e construção do que seria a sua actual casa/atelier.
Em 1992, regressa à Pátria, iniciando um percurso pela construção civil, ao mesmo tempo que terminava a sua casa/atelier.
Manteve sempre a actividade artística, paixão que se vai intensificando ao ponto de, no início do ano 2000, já com família formada, sentir necessidade de tomar uma decisão: entregar-se à arte, especialmente à escultura, de corpo e alma, a tempo inteiro.
Se autodidacta é, no que à formação diz respeito, a verdade é que no seu estudo constante encontrou como mestres: Rodin, Moore, Brancusi, Arp, Picasso, González, Chillida, Oteiza, Noguschi, Serra e Juan Munõz, entre outros artistas.
No seu percurso artístico e pessoal, descobriu a Natureza, como o Maior dos Mestres, e o trabalho como o melhor dos ajudantes.
Escultor pluridisciplinar, no que a materiais diz respeito, tem sido intenso o seu trabalho, com um percurso diversificado, ao longo destes últimos oito anos.
Tendo sido convidado para muitas exposições em Portugal e no estrangeiro, salientando-se, por exemplo, as exposições em que participou nas cidades de Málaga, Sevilha, Victória e Paris.
Em Julho de 2011, foi o escultor vencedor da "XIX edição da Arte no Morrazo" realizada em Cangas, na Galiza.
Os seus trabalhos em escultura estão espalhados por instituições e colecções particulares, pelos vários continentes, e já realizou obras públicas para Belmonte, Mêda, Manteigas e Torres Vedras.